# Sicyonia curvirostris
Sicyonia curvirostris är en kräftdjursart som beskrevs av Heinrich Balss 1913. Sicyonia curvirostris ingår i släktet Sicyonia och familjen Sicyoniidae. Inga underarter finns listade i Catalogue of Life.